# Lueranthos
Lueranthos é um género botânico pertencente à família das orquídeas (Orchidaceae).